# Tamara (Satsi)
Tamara, imię świeckie Maria Satsi (ur. 1876 w Uustalo, zm. 1 maja 1942 w okolicach Ałatyru) – mniszka Rosyjskiego Kościoła Prawosławnego, z pochodzenia Estonka, święta nowomęczennica.

## Życiorys
Urodziła się w rodzinie estońskiej wyznania luterańskiego, jednak jej rodzice, Georg i Mari Satsi zmarli, gdy miała siedem lat. Od dwunastego roku życia Maria Satsi przebywała w przytułku dla sierot prowadzonym przez żeńską wspólnotę monastyczną, od 1892 r. znaną jako Piuchticki Monaster Zaśnięcia Matki Bożej. W wieku dziewiętnastu lat Maria została w klasztorze posłusznicą, w kwietniu 1897 r. złożyła śluby w riasofor. W roku następnym razem z przełożoną monasteru, ihumenią Barbarą wyjechała z Estonii do eparchii kazańskiej. Obie mniszki zamieszkały najpierw w jednym z monasterów w Kazaniu,  następnie w monasterze Trójcy Świętej w Kozmodiemjansku, gdzie Barbara objęła obowiązki przełożonej. Tam siostra Maria wykonywała obowiązki chórzystki i prowadziła klasztorną korespondencję.
19 lipca 1917 r. Maria Satsi złożyła przed archimandrytą Sergiuszem (Zajcewem), przełożonym Monasteru Ziłantowskiego w Kazaniu, wieczyste śluby mnisze, przyjmując imię Tamara. Już w roku następnym mniszka Tamara została przełożoną żeńskiej wspólnoty Włodzimierskiej Ikony Matki Bożej w Czeboksarach. W 1924 r. otrzymała godność ihumenii. Dwa lata później władze radzieckie zlikwidowały monaster, jednak mniszki żyły nadal we wspólnocie w dawnych zabudowaniach klasztornych (w 1927 było ich 34, przed rewolucją około stu). Ostateczna likwidacja klasztoru miała miejsce w 1930 r., gdy zakonnicom odebrano ostatnie pomieszczenia i cerkiew. Ihumenia Tamara zamieszkał u Anastasii Timofiejewej, którą znała jeszcze z Monasteru Piuchtickiego. W maju 1941 ihumenia spotkała byłego duchownego nazwiskiem Chudow, który następnie fałszywie oskarżył ją o głoszenie antyradzieckich poglądów.
25 czerwca 1941 r. NKWD przeszukało dom, w którym przebywała mniszka, ją samą zaś uwięziono w Czeboksarach. Ihumenia była przesłuchiwana przez trzy dni, zaprzeczyła stawianym jej oskarżeniom, odrzuciła również zarzuty szpiegostwa. Następnie była konfrontowana z Chudowem, również zaprzeczając, jakoby w rozmowie z nim krytykowała władze radzieckie. Sąd uznał ją za winną zarzucanych jej czynów i skazał ją na dziesięć lat pozbawienia wolności. Mniszkę skierowano do kolonii karnej nr 1 w okolicy miasta Ałatyr, gdzie uwięzieni pracowali przy wyrębie lasu. Tam Tamara (Satsi) zmarła 1 maja 1942 r., po czym została pochowana w bezimiennym grobie na cmentarzu obozowym.
12 października 2007 r. Święty Synod Rosyjskiego Kościoła Prawosławnego ogłosił ją świętą, włączając do Soboru Nowomęczenników i Wyznawców Rosyjskich. Szczególnym ośrodkiem jej kultu jest żeński monaster Przemienienia Pańskiego w Czeboksarach.